# Suren Nalbandjan
Suren Nalbandjan (armenisch Սուրեն Նալբանդյան; * 3. Juni 1956 in Geghard, Armenische SSR) ist ein ehemaliger sowjetischer Ringer armenischer Abstammung und Olympiasieger 1976 im griechisch-römischen Stil im Leichtgewicht.

## Werdegang
Suren Nalbandjan stammt aus Armenien. Dort begann er als Jugendlicher auch mit dem Ringen und entwickelte sich schon im Juniorenalter zu einem der besten sowjetischen Ringer im griech.-röm. Stil in seiner Gewichtsklasse. Er wurde deshalb zum Sportklub der Armee im südrussischen Astrachan delegiert, wo er von Trainer Wladimir Fomin betreut wurde. In der Nationalmannschaft, in die er bald aufgenommen wurde, war der legendäre Gennadi Sapunow sein Trainer.
1974 wurde er mit 18 Jahren bei der Junioren-Europameisterschaft in Haparanda im Federgewicht zweiter Sieger hinter Ștefan Rusu aus Rumänien, der während der ganzen noch folgenden Karriere von Suren Nalbandjan einer seiner härtesten Konkurrenten sein wird. Im Jahre 1975 konnte Suren den Spieß umdrehen und in Haskovo Junioren-Weltmeister im Leichtgewicht, diesmal vor Stefan Rusu, werden.
1976 wurde Suren bei der Europameisterschaft in Leningrad im Federgewicht eingesetzt. Geschwächt vom Abtrainieren unterlag er dabei nach vier Siegen über so renommierte Gegner wie Georgi Markow aus Bulgarien, István Tóth aus Ungarn und Stylianos Migiakis aus Griechenland, gegen Kazimierz Lipień aus Polen und Ion Păun aus Rumänien und musste mit dem 3. Platz zufrieden sein. Überraschenderweise wurde Suren bei den Olympischen Spielen in Montreal wieder im Leichtgewicht eingesetzt. Er rechtfertigte das Vertrauen der sowjetischen Mannschaftsleitung voll und ganz, denn er wurde Olympiasieger. Er besiegte dabei sechs Gegner, worunter die Weltklasseathleten Heinz-Helmut Wehling aus der DDR, Andrzej Supron und Stefan Rusu waren.
1977 war Suren nur bei der Europameisterschaft in Bursa am Start. Er war wieder in hervorragender Form, besiegte erneut Andrzej Supron u. Stefan Rusu und dazu den vor einheimischen Publikum besonders stark ringenden Türken Erol Mutlu.
Wie schwer es aber selbst für einen Olympiasieger wie Suren Nalbandjan in der Sowjetunion damals war, bei internationalen Meisterschaften eingesetzt zu werden, musste Suren 1978 und 1979 erkennen. Obwohl er im Frühjahr das wichtige "Iwan-Poddubny"-Turnier in Minsk von Rusu und Supron gewonnen hatte, wurde er 1978 weder bei der Europa- und noch bei der Weltmeisterschaft eingesetzt. Grund dafür war, dass er bei der sowjetischen Meisterschaft im griech.-röm. Stil im Leichtgewicht nicht unter den ersten sechs Plätzen zu finden war.
Auch 1979 wurde Suren bei keiner internationalen Meisterschaft eingesetzt, obwohl er in diesem Jahr sowjetischer Meister vor Wladyslaw Mkrytschew und Arif Niftulajew und Spartakiadesieger vor Vitešlav Macha aus der CSSR, Arif Niftulajew und Anatoli Bykow, allerdings beide Male im Weltergewicht, geworden war.
1980 war Suren jedoch zum zweiten Mal bei Olympischen Spielen dabei. In Moskau startete er im Leichtgewicht und unterlag gegen Andrzej Supron und wurde im Kampf gegen Stefan Rusu zusammen mit diesem wegen Passivität von der Matte gestellt. Für Stefan Rusu reichte dieses Urteil zum Olympiasieg, während Suren Nalbandjan die Bronzemedaille gewann.
Nach 1980 wurde Suren Nalbandjan, obwohl erst 24 Jahre alt, bei keiner internationalen Meisterschaft mehr eingesetzt. In Armenien wurde er in die "Hall of Fame" der verdienstvollsten Armenier aufgenommen.

## Internationale Erfolge
(OS = Olympische Spiele, WM = Weltmeisterschaft, EM = Europameisterschaft, GR = griech.-röm. Stil, Fe = Federgewicht, Le = Leichtgewicht, We = Weltergewicht, damals bis 52 kg, 62 kg, 68 kg u. 74 kg Körpergewicht)
- 1973, 1. Platz, Jugend-Wettkampf der Freundschaft in Suhl, GR,  bis 60 kg Körpergewicht, vor Wolfgang Eckardt, DDR u. Christo Ignatow, Bulgarien;
- 1974, 2. Platz, Junioren-EM in Haparanda, GR, Fe, hinter Ștefan Rusu, Rumänien u. vor Iwan Stajkow, Bulgarien, Mats Friberg, Schweden u. Domenico Giuffrida, Italien;
- 1975, 1. Platz, Junioren-WM in Haskovo, GR, Le, vor Stefan Rusu, Iwan Larew, Bulgarien, Miroslaw Zukowski, Polen u. Tapio Sipilä, Finnland;
- 1976, 3. Platz, EM in Leningrad, GR, Fe, mit Siegen über Roland Werner, DDR, István Tóth, Ungarn, Stylianos Migiakis, Griechenland u. Georgi Markow, Bulgarien u. Niederlagen gegen Kazimierz Lipień, Polen u. Ion Păun, Rumänien;
- 1976, Goldmedaille, OS in Montreal, GR, Le, mit Siegen über Ferenc Toma, Ungarn, Jafar Alizadeh-Koldkeshi, Iran, Nedko Nedew, Bulgarien, Andrzej Supron, Polen, Stefan Rusu u. Heinz-Helmut Wehling, DDR;
- 1977, 1. Platz, Turnier in Klippan/Schweden, GR, Le, vor Heinz-Helmut Wehling u. Kenneth Karlsson, Schweden;
- 1977, 1. Platz, EM in Bursa, GR, Le, mit Siegen über Karl Kathan, Österreich, Harald Madsen, Dänemark, Todor Zekow, Bulgarien, Andrzej Supron, Stefan Rusu und Erol Mutlu, Türkei;
- 1978, 1. Platz, "Iwan-Poddubny"-Turnier in Minsk, GR, Le, vor Stefan Rusu und Andrzej Supron;
- 1979, 1. Platz, "Spartadiade" der UdSSR, GR, We, vor Vitešlav Macha, CSSR, Arif Niftulajew u. Anatoli Bykow, bde. UdSSR;
- 1980, Bronzemedaille, OS in Moskau, GR, Le, mit Siegen über Tapio Sipilä, Mohamed Moulak, Algerien u. Károly Gaál, Ungarn u. einer Niederlage gegen Andrej Supron; im Kampf Nalbandjan gegen Stefan Rusu wurden beide Ringer wegen Passivität disqualifiziert